# International Technology Roadmap for Semiconductors
Міжнародний план з розвитку напівпровідникової технології (англ. International Technology Roadmap for Semiconductors, ITRS) — набір документів, що випускається групою експертів напівпровідникової промисловості. Ці експерти є представниками організацій-спонсорів, які включають в себе Асоціації напівпровідникової промисловості (SIA) із США, Європи, Японії, Південної Кореї і Тайваню.
Складені документи містять наступну відмову від відповідальності: «Документи ITRS розроблені і призначені для оцінки тільки технології і без урахування будь-яких комерційних міркувань, що стосуються окремих продуктів або устаткування».

## Історія
З розширенням виробництва інструментів для постачальників спеціалізованого обладнання виникла потреба в чіткому плані, якій допомагав би передбачати розвиток ринку, планувати і контролювати технологічні потреби виробництва. Це призвело спочатку до створення північноамериканського «Національного плану з розвитку напівпровідникових технологій» (National Technology Roadmap for Semiconductors, NTRS); потім в 1998 році — першої глобальної «дорожньої карти» «International Technology Roadmap for Semiconductors» (ITRS). У рамках робочих груп ITRS на 2003 рік було представлено 936 компаній.
Напівпровідникова промисловість займає у світовій економіці унікальне положення: вона розвивається за детально розробленим планом, який не тільки не перешкоджає конкурентоспроможності учасників, але навіть сприяє їй. Цей план відомий як International Technology Roadmap for Semiconductors (ITRS) і являє собою план-прогноз, щорічно оновлюваний і публікується міжнародною організацією Semiconductor Industry Association (SIA).
В основі ITRS лежать кілька простих принципів, у тому числі закон Мура про подвоєння числа елементів НВІС кожні 1,5-2 роки. Закон Мура не відображає яких фундаментальних законів природи, а лише описує ситуацію, що складається на ринку в результаті конкуренції між виробниками, а також внаслідок взаємного стимулювання радіоелектронної та напівпровідникової галузей. Також грає роль і психологічний фактор. Розробники та виробники дотримуються прогнозних термінів закону Мура і ITRS тому, що знають — конкуренти діють так само.
Головне значення ж ITRS в тому, що цей план — не тільки прогноз динаміки параметрів, а й містить точні вказівки щодо того, якими конструкторськими і технологічними засобами нові параметри можуть бути досягнуті, коли і які технічні засоби повинні бути розроблені і освоєні виробництвом. Таким чином, ITRS є керівництвом до дії для розробників не тільки приладів, але і техпроцесів і технологічного устаткування.

## Напрямки
У документах представлені найкращі думки про напрями досліджень в наступних галузях технології, включаючи прогнозні плани тривалістю до 15 років:
| - системні драйвери / проектування систем; - тестування та контрольно-випробувальне обладнання; - процеси виготовлення елементів (транзистори та ін.) - радіочастотні і аналогоцифрові технології; - мікроелектромеханічні системи (MEMS); - Фотолітографія; - інтерконект в ІМС; | - заводська інтеграція; - збірка та упаковка; - навколишнє середовище, безпека та здоров'я; - підвищення виходу придатних виробів; - Метрологія; - моделювання та симуляція; - нові дослідницькі пристрої; - нові дослідницькі матеріали; |